# Ochtiná
Ochtiná es un municipio del distrito de Rožňava en la región de Košice, Eslovaquia, con una población estimada a final del año 2024 de 535 habitantes.
Se encuentra ubicado al oeste de la región, en la cuenca hidrográfica del río Hernád, y cerca de la frontera con la región de Banská Bystrica y Hungría.

## Demografía
| Año        | 1994 | 2004    | 2014    | 2024    |
| ---------- | ---- | ------- | ------- | ------- |
| Población  | 503  | 551     | 533     | 535     |
| Diferencia |      | +9,54 % | −3,26 % | +0,37 % |

| Año        | 2023 | 2024    |
| ---------- | ---- | ------- |
| Población  | 531  | 535     |
| Diferencia |      | +0,75 % |